# Salem (Ohio)
Salem egy város Columbiana megye északi részében és Mahoning megyében, Ohióban. 2010-ben a város lakosainak száma 12,303 volt. 1806-ban alapították a Kvékerek és a város aktív része volt a rabszolgaság eltörlésének a 19. század elején és közepén. A 20. században egyike volt a Mahoning völgyi ipari városoknak. Jelenleg Youngstown agglomerációjába tartozik és Columbiana megye északnyugati részének kereskedelmi központja.

## Története
Salem-et 1806-ban alapította John Straughan, pennsylvaniai fazekas és Zadok Street, new jersey-i órásmester. A város neve a "Jeruzsálem" névből származik, melynek jelentése "a béke városa".
A korai letelepedők nagy része a Barátok Vallásos Társaságának (Kvékerek) tagja volt.
Salem gazdasága iparon alapult, előnyösen, Pittsburgh és Cleveland között elhelyezkedve. Évtizedekig a legnagyobb amerikai cégeknek itt volt a székhelye, mint az American Standard Brands és a Mullis Manufacturing.
A város reformközpont volt. 1845-től itt jelent meg a The Anti-Slavey Bugle, egy rabszolgaság ellenes újság. 1849-ben alapult meg a Progressive Friends, egy kvéker-szövetség, amely elvált az eredeti társaságtól, hogy a nők jogai mellett és a rabszolgaság ellen dolgozzon.

## Híres emberek Salemből
- Dustin Bates – énekes, dalszerző, a Starset frontembere, a salemi The Foundry bár tulajdonosa[9][10]
- Chalkley Beeson – üzletember, zenész, jogász, a Long Branch Saloon tulajdonosa
- Charles Burchfield – 20. századi festő
- John Allen Campbell – a wyomingi terület első kormányzója
- Jason Candle – a Toledo Rockets edzője (NCAA)
- Max Fisher – üzletember, filantropista, amerikai elnökök tanácsadója izraeli kapcsolatok terén
- Alan Freed – lemezlovas, "rock and roll" kifejezés alkotója
- Rich Karlis – a Denver Broncos, a Minnesota Vikings és a Detroit Lions placekickerje az NFL-ben
- Kirk Lowdermilk – a Minnesota Vikings és az Indianapolis Colts centere az NFL-ben
- Jerry Meals – MLB-játékvezető
- Jerri Nielsen – orvos, aki az Antarktiszon való tartózkodása során önmagát megoperálva gyógyította mellrákját
- Webster Street – jogász, aki az Arizonai terület Legfelsőbb Bíróságának bírója volt
- Charles C. Williamson – könyvtáros
- Lloyd Yoder – a Carnegie Tech Tartans tackle-je (NCAA) és a College Football Hall of Fame tagja